# Пояс (геральдика)

В серебряном поле червлённый пояс.

Пояс (фр. fess, fasce; нем. Balken, Binde) — почётная геральдическая фигура, простирающаяся в горизонтальном направлении от середины правого края щита к левому.

## История
Прообраз гербовой фигуры «пояс», занимающей центральной горизонтальное положение на щите, видят в широком кожаном ремне, на который рыцари подвешивали свой меч. Символическое значение пояса было в чём-то схоже с условным обозначением шпор. Это объяснение звучит достаточно убедительно и в качестве примера, подтверждающую эту концепцию, можно привести знаменитый герб Габсбургов[уточнить] — серебряный пояс в красном поле (он символизировал тунику, насквозь пропитанную кровью, не окровавлена лишь зона пояса). Три горизонтальные зоны на гербе напоминают титульный лист книги: глава — наиболее почётное место, где указывается имя автора, В середине, в области пояса, указывается название, в котором автор формулирует свои цели и намерение. Цитируя классиков, опытный геральдист Филиберто Кампаниле в своём труде: «Armi overo insegne de Nobili» (Неаполь, 1610) относит ритуальное использование пояса к временам ещё более древним (пояс использовался во времена античности в качестве императорского знака отличия, подобно тому, как используются корона и скипетр). Приводя выдержки из сочинений Плутарха и Светония, Кампаниле приходит к выводу, что пояс — главный знак отличия короля, особенно тогда, когда он белый. По белому поясу можно узнать могущественную австрийскую династию, представители которой были истинными правителями королевства и целых империй. Древним знаком династии был белый пояс в ярко-красном (алом) поле.
Пояс, точно так же, как и любая фигура, проходящая через середину щита, может видоизменяться с помощью различных линий деления, его форма может быть асимметричной и предлагает даже большее количество вариаций, нежели столб.

## Геральдика
В русской геральдике волнистый пояс называется иногда рекой, а зубчатый — стеной. Расположение гербовых фигур горизонтально именуется «в пояс».
Два узких (штриховых) пояса, проведенные на таком расстоянии один от другого, что они вместе с разделяющим их полем составляют 2/7 щита, то есть нормальную ширину фигуры пояса, именуются брусьями, парными или двойными поясами (фр. bar-gemel, jumelles) .

## Терминология и примеры

Серебряный пояс в червлёном поле
Узкий червлёный пояс в серебряном поле
Ломаный чёрный пояс в золотом поле
Волнистый серебряный пояс в лазоревом поле
Пониженный червлёный пояс в серебряном поле
Прерванный вверх серебряный пояс в червлёном поле
Ломаный вниз серебряный пояс в червлёном поле
Вырезанный червлёный пояс в серебряном поле
Окаймлённый золотом чёрный пояс в червлёном поле
Окраенный золотом чёрный пояс в червлёном поле
Противозубчатый червлёный пояс в золотом поле
Сдвинуто-противозубчатый чёрный пояс в серебряном поле
Укороченный золотой пояс в червлёном поле
Двойной червлёный пояс в золотом поле
В лазоревом поле 3 золотые шестиконечные звезды в пояс